# Legionella drozanskii
Legionella drozanskii  (лат.) — грамотрицательная, каталаза-положительная, оксидаза-отрицательная бактерия из рода легионелл, которая была выделена из колодезного резервуара в городе Лидс, Великобритания . Может расти на буферном угольно-дрожжевом агаре, требует цистеин для роста.